# Greaca
Greaca – wieś w Rumunii, w okręgu Giurgiu, w gminie Greaca. W 2011 roku liczyła 1831 mieszkańców.